# 小鸦鹃
番鵑（学名：Centropus bengalensis），又名小鴉鵑、印度小鸦鹃，中國俗稱小毛鸡、小乌鸦雉、小雉喀咕、小黄蜂，杜鹃科鸦鹃属的一种。它的分布範圍很廣，與其他幾個相似的物種有重疊。它通常棲息於有草和樹覆蓋的沼澤地帶。番鵑體型較小，喙不太突出，頭部和背部的羽毛上有淺色的軸紋。它的後趾爪非常長，且有獨特的叫聲。與其他鸦鹃一樣，番鵑也是少數顯示季節性羽毛變化的鸦鹃之一，但在野外難以區分性別。

## 分類
番鵑由德國自然學家約翰·弗里德里希·格梅林於1788年正式描述。格梅林在卡爾·林奈的自然系統修訂和擴充版中將番鵑歸類為杜鵑屬（Cuculus），並為其創立了雙名Cuculus bengalensis。格梅林的描述基於英國自然學家彼得·布朗於1776年所描述和插圖的來自孟加拉的“百靈足杜鵑”。如今，番鵑是約30種屬於德國動物學家約翰·卡爾·威廉·伊利格於1811年引入的鴉鵑屬（Centropus）之一。屬名結合了古希臘語kentron意為“尖刺”或“刺”的詞語和pous意為“足”的詞語。其种加词“bengalensis ”意为“孟加拉的”。
現有六個亞種被認可：
- C. b. bengalensis （格梅林, JF, 1788） – 分布於印度和尼泊爾至緬甸、泰國和印度支那
- C. b. lignator 斯文豪，1861 – 分布於南部、東南部中國、海南和台灣
- C. b. javanensis 杜蒙特，1818 – 分布於馬來半島至蘇門答臘、廖內群島和林加島（蘇門答臘中部以東）、邦加島和勿里洞島（蘇門答臘南部以東）、爪哇、婆羅洲、巴拉望群島和蘇祿群島（菲律賓西南部）
- C. b. philippinensis 米斯，1971 – 分布於菲律賓（巴拉望群島和蘇祿群島除外）有時被包括在javanensis中。[7][8]
- C. b. sarasinorum 施特雷澤曼，1912 – 分布於蘇拉威西、桑義赫群島和塔勞群島（蘇拉威西東北部以北）以及小巽他群島
- C. b. medius 波拿巴，1850 – 分布於摩鹿加群島（東南部摩鹿加群島的卡伊群島除外）

過去，這個物種曾與馬達加斯加鸦鹃（Centropus toulou）一起分類，但DNA序列比較表明，番鵑與黑鸦鹃（Centropus grillii）和菲律賓鸦鹃（Centropus viridis）的關係比與其他相關物種更為密切。

## 描述
這種鸦鹃體型較小，喙較短，後趾爪非常長，是屬內最長的。與許多其他鸦鹃一樣，整體羽毛呈黑色，長尾和棕紅色的翅膀。它們有兩種羽毛，繁殖期羽毛光亮，頭部和上背部的羽毛軸呈深色，而在非繁殖期羽毛較暗淡，頭部和背部的羽毛軸呈白色。翅膀覆羽的羽軸也呈淺色，顯示為棕色羽毛上的白色條紋。中央上尾覆羽有橫紋且非常長。虹膜為深棕色，而非褐翅鴉鵑的深紅色。幼鳥有黑色斑點、橫紋，顏色較棕。番鵑的叫聲包括一系列低沉的雙重“whoot-woot”或“kurook”音符，音調逐漸加快且音高下降。印尼的名稱dudut是擬聲詞。
番鵑的分布範圍廣泛，西至印度次大陸（但不包括斯里蘭卡，儘管有一個來歷可疑的皮膚舊報告）向東延伸至東南亞。不同地區的大小和羽毛略有差異，並且指定了幾個亞種。指名形分布於印度至泰國。亞種lignator較大，分布於中國東南部和台灣。亞種javanensis較小，分布於馬來半島沿岸的較大島嶼，延伸至菲律賓。一些島嶼型較大，包括sarasinorum，分布於蘇拉威西、蘇拉群島、小巽他群島和帝汶。分布於摩鹿加群島的medius是最大的。一些其他亞種，如philippinensis來自菲律賓和chamnongi來自泰國，並不一般被承認，並被認為形成了變異或中間羽毛。分布於南印度西高止山脈的種群分布不均，可能構成一個不同的亞種。

## 行為與生態
番鵑單獨或成對出現在靠近森林的沼澤或草地中，主要棲息於低地。與其他鸦鹃一樣，它們不是巢寄生的杜鵑。它們的繁殖期從5月到9月，但主要是在印度6月降雨後繁殖，築巢在低矮的樹上，用草葉構建一個圓頂狀的巢。印度地區的平均巢卵數為3個，東南亞為2個，台灣為4個。雙方共同孵卵並照顧幼鳥。

## 保護
在中国，被列为国家二级重点保护野生动物。

## 外部連結
- 图片  （页面存档备份，存于）

1. ↑  . The IUCN Red List of Threatened Species 2012.   [26 November 2013] （英语）.
2. ↑  Gmelin, Johann Friedrich. . 1, Part 1 13th. Lipsiae [Leipzig]: Georg. Emanuel. Beer. 1788: 412  [2024-09-11]. （原始内容存档于2022-06-20） （Latin）.
3. ↑  Brown, Peter.  [New illustrations of zoology, containing fifty coloured plates of new, curious, and non-descript birds, with a few quadrupeds, reptiles and insects]. London: Imprimé pour B. White. 1776: 26, Plate 13  [2024-09-11]. （原始内容存档于2024-12-05）.
4. ↑  Illiger, Johann Karl Wilhelm. . Berolini [Berlin]: Sumptibus C. Salfeld. 1811: 205 （Latin）.
5. ↑  Gill, Frank; Donsker, David; Rasmussen, Pamela (编). . IOC World Bird List Version 12.1. International Ornithologists' Union. January 2022  [13 August 2022]. （原始内容存档于2021-11-17）.
6. ↑  Jobling, James A. . London: Christopher Helm. 2010: 96. ISBN 978-1-4081-2501-4.
7. ↑  Mees, G.F. . Zoologische Mededelingen Uitgegeven Door Het Rijksmuseum Van Natuurlijke Historiete Leiden. 1971, 45: 189–191  [2024-09-11]. （原始内容存档于2020-06-15）.
8. ↑  Payne, R.B. . del Hoyo, J.; Elliott, A.; Sargatal, J.  (编). . 4: Sandgrouse to Cuckoos. Barcelona, Spain: Lynx Edicions. 1997: 590. ISBN 978-84-87334-22-1.
9. 1 2 3  Payne, R.B. . Oxford University Press. 2005: 250–254. ISBN 978-0-19-850213-5.
10. ↑  Parkes, Kenneth C. . Bulletin of the British Ornithologists' Club. 1957, 77: 115–116  [2024-09-11]. （原始内容存档于2024-12-05）.
11. 1 2 3 4  Rasmussen, Pamela C.; Anderton, J.C. . Washington D.C. and Barcelona: Smithsonian Institution and Lynx Edicions. 2005: 223–224. ISBN 978-84-96553-87-3.
12. ↑  Butler, A.L. . Journal of the Bombay Natural History Society. 1897, 11 (1): 162.
13. ↑  Deignan, H.G. . Proceedings of the Biological Society of Washington. 1955, 68: 145–148  [2024-09-11]. （原始内容存档于2024-12-05）.
14. ↑  Philip, V. . Newsletter for Birdwatchers. 1993, 33 (5): 93–94.
15. ↑  中国生物多样性信息中心动物学分部[永久]